# James Edgar Dandy
James Edgar Dandy (Preston, Lancashire, 24 de septiembre de 1903 – Tring, 10 de noviembre de 1976) fue un botánico británico.

## Vida y obra
Dandy trabajó durante largos años en el Museo Británico de Londres. De 1956 a 1966 fue curador en el departamento de Botánica del Museo de Historia Natural de Londres. Se especializó en las Magnoliaceae.

## Honores

### Eponimia
Género
- (Themidaceae) Dandya H.E.Moore[2]

Especies
- (Magnoliaceae) Manglietia dandyi (Gagnep.) Dandy[3]
- (Magnoliaceae) Michelia dandyi Hu[4]

## Obra
- That Hard Hot Land (botanical Collecting Expedition in the Anglo-Egyptian Sudan 1933-34): Botanical Collecting Expedition in the Anglo-Egyptian Sudan 1933-1934. Con Cecil Graham Traquair Morison, Dunstan Skilbeck. Fotos de Mary L. Keenan. Ed. Keenan, 416 pp. ISBN 0956491006 2011
- The classification of Magnoliaceae. 4 pp. 1971
- Nomenclatural Changes in the List of British Vascular Plants. Ed. Bot. Soc. of the British Isles, 22 pp. 1969
- Index of generic names of vascular plants 1753–1774. 1967
- Necker Names. Ed. J.E. Dandy, 164 pp. 1960
- List of British vascular plants. 176 pp. 1958
- The Sloane Herbarium … with biographical accounts of the principal contributors …. 1958
- The Type of Amaryllis Bella-donna L. Ed. International Assoc. for Plant Taxonomy, 2 pp. 1954.

- La abreviatura «Dandy» se emplea para indicar a James Edgar Dandy como autoridad en la descripción y clasificación científica de los vegetales.[5]

## Fuente
- Robert Zander, Fritz Encke, Günther Buchheim, Siegmund Seybold (eds.): Handwörterbuch der Pflanzennamen. 13. Auflage. Ulmer Verlag, Stuttgart 1984, ISBN 3-8001-5042-5